# 服部小十郎
服部 小十郎（はっとり こじゅうろう、1860年4月11日（万延元年3月21日） - 1911年（明治44年）4月8日）は、日本の実業家。政治家、衆議院議員（3期）。勲等は勲四等。

## 経歴
愛知県出身。漢学を学ぶ。木材商を営み、所得税調査委員となる。また、名古屋商工会議所議員、第四十六国立銀行・愛知実業銀行・愛知セメント・名古屋倉庫・名古屋電気鉄道・日本車輌製造・愛知木材・明治銀行・豊川鉄道各取締役、愛知県燐寸専務取締役、名古屋生命保険・名古屋株式取引所・大阪材木各監査役、名古屋商品取引所理事を務めた。
1889年（明治22年）10月の名古屋市会議員選挙で初当選した。また、1892年（明治25年）3月の愛知県会議員補欠選挙に名古屋市選挙区から立候補して、県会議員にも当選した。その後、1895年（明治28年）10月、1901年（明治34年）10月にも市会議員に当選した。1902年（明治35年）1月11日から1903年（明治36年）1月10日まで第5代名古屋市会議長を務めた。
1902年（明治35年）の第7回衆議院議員総選挙において名古屋市選挙区から立憲政友会公認で立候補して初当選する。1903年（明治36年）の第8回衆議院議員総選挙では中正倶楽部から出馬して再選。1904年（明治37年）の第9回衆議院議員総選挙では甲辰倶楽部から出馬して三選した。1907年（明治40年）10月にも市会議員に当選した。衆議院議員を3期務め、1908年（明治41年）の第10回衆議院議員総選挙は不出馬。1911年（明治44年）に名古屋市会議員在職中に死去した。